# 臨時身份證明書
臨時身份證明書，俗稱行街紙。香港法例中並沒有正式名称为「臨時身份證明書」的法律文件，行街紙一般指以下法律文件：
- 正式名稱為擔保書（英語：Recognizance, Form No. 8，或另称“表格8”），是根據香港法例第115A章 《入境規例》 發給在香港第115章 《入境條例》 中被羈留或可予羈留，以等候遣送或遞解離境的人士。此類人士干犯入境罪行並正等候遣送或遞解離境，期間以申請居留權或基於人道理由借口申請留港。擔保書載有持有人身份，擔保條件包括持有人要在指定時間向警署或入境事務處報到跟進，不能在香港工作或經營業務等。入境事務處會扣留他們的旅行證件，持有人一般並不能自行出境（可能違反擔保條件），如特別情況需要出境，要向入境事務處申請取回旅行證件，表格8不可作出入境用途。
- 申請香港身份證收據（表格ROP 140/ROP 140A），市民更換或補領身份證期間，會獲入境處發出一張「ROP140」的臨時收據以證明身份。此文件亦俗稱行街紙。申領身份證的收據（表格編號ROP140及ROP140A）均不能作出入境用途。其持有人必須出示有效旅行證件（例如護照或回港證）辦理出入境檢查。